# Lenguas hurrito-urartianas
Las lenguas hurrito-urartianas es un grupo de lenguas extintas que comprende únicamente dos lenguas: el hurrita y el urartiano, ambas habladas en Asia Menor y el Cáucaso.
Se conoce poco sobre estas lenguas aglutinantes, pero se sabe con seguridad que no pertenecen al grupo de lenguas semíticas ni al de lenguas indoeuropeas. Algunos investigadores ven similitudes entre las lenguas hurrito-urartianas y las lenguas caucásicas del nordeste, juntándolas en el grupo de lenguas llamado alarodianas. I. M. Diakonoff y Serguéi Stárostin las relacionan con las lenguas caucásicas del norte.

## Lenguas de la familia
El hurrita era la lengua de los hurritas, pueblo que entró en el norte de Mesopotamia hacia el año 2300 a. C. y que tuvo su esplendor en el reino de Mitani (1450 al 1270 a. C.). La lengua probablemente se extinguió hacia el año 1000 a. C.
El urartiano era la lengua de Urartu, antiguo reino localizado alrededor del lago Van (actual Turquía) entre 1200 a. C. (o antes) y 580 a. C. La región fue habitada más tarde por los armenios.
Es muy probable que algunas de las palabras de origen no indoeuropeo del hitita y del armenio sean de origen hurrito-urartiano.

## Descripción lingüística

### Comparación léxica
Los numerales en hurrita-uraritano, comparados con los numerales en lenguas caucásicas son:
| GLOSA | Hurrita-Urartiano | Hurrita-Urartiano | PROTO- CAUCÁSICO NOROR. | PROTO- CAUCÁSICO NOROCC. |
| GLOSA | Hurrita           | Urartiano         | PROTO- CAUCÁSICO NOROR. | PROTO- CAUCÁSICO NOROCC. |
| ----- | ----------------- | ----------------- | ----------------------- | ------------------------ |
| '1'   | šukki             |                   | *c(h)a                  | *za                      |
| '2'   | šin(a)            |                   | *qʷʼa                   | *tʼqʷʼa                  |
| '3'   | kig(a)            |                   | *ɬeb (?)                | *ɬːə                     |
| '4'   | tumni             |                   | *əmq(ʷ)ʼi               | *pʼɬʼa                   |
| '5'   | nariy(a)          |                   | *x̂ʷə                    | *sx̂ʷə                    |
| '6'   | šeže              |                   | *renɬə-                 | *ɬʷə                     |
| '7'   | šindi             |                   | *u̯ərδ (?)               | *bɮə                     |
| '8'   | kira/i            |                   | *mbərδ                  | *ɣa                      |
| '9'   | tamri/a           |                   | *wərčʼ                  | *bʒʷʲə                   |
| '10'  | eman              |                   | *wəcʼ                   | *bɕʼʷə                   |
En las transcripciones para el hurrita se han empleado los grafemas <š, ž, y> (para los valores fonéticos /ʃ, ʒ, j/). Para las lenguas cuacásicas en general se han empleado casi exclusivamente signos del AFI (excepto <cʼ, čʼ, r> que se usan para /ʦʼ, ʧʼ, ɾ/).
Como se puede ver superficialmente los numerales en hurrita difieren notablemente de los correspondientes numerales en lenguas caucásicas septentrionales.